# Anders Gärderud
Sven Anders Gärderud, född 28 augusti 1946 i Brännkyrka församling, Stockholm, är en svensk orienterare och löpare. Hans främsta merit är OS-guldet i 3 000 meter hinder vid de olympiska sommarspelen 1976 i Montréal.

## Biografi
Gärderud är son till hinderlöparen Sven Gärderud (1921–2021) och Ingrid Gärderud (född Wretman 1923, död 2025). Fadern var en av initiativtagarna till Lidingöloppet, och även modern har löparmeriter. I grunden är Gärderud orienterare, med ett SM-guld i stafett för Mälarhöjdens IK 1977 som främsta merit. Under sin aktiva karriär representerade han IFK Lidingö, KA 2 IF, Enebybergs IF och Mälarhöjdens IK. Han gick på Gymnastik- och idrottshögskolan och deltog i SM för juniorer 1964. Han vann guldmedaljen på 1500 meter hinder vid JEM i Warszawa 1964 och slog 1965 juniorvärldsrekordet på distansen med tiden 4.00,6. Gärderud vann Europacupen på 3000 meter hinder 1973 och 1975. Han var förste man i världen som sprang under 8.10 på 3000 meter hinder 1975 med tiden 8.09,8. På EM i Rom 1974 vann han silver. Gärderud vann 1500 och 3000 meter hinder i finnkampen 1975.
Gärderud vann SM på 1500 meter 1968 och 1969, på 10 000 meter 1973, på 3000 meter hinder 1975, på 4x400 meter 1968, på 4x800 meter 1969, 1970, 1971, 1975 och 1976. Han satte svenska rekord i hinder elva gånger, på 800 meter 1.47,2, på 1 engelsk mil 3.54,45 (en ”drömmil”) och på 5000 meter 13.17,6. Övriga resultat Gärderud hade var 3.36,7 på 1500 meter, 5.02,2 på 2000 meter, 7.47,8 på 3000 meter, 8.20,8 på 2 engelska mil, 28.59,2 på 10 000 meter. Han gjorde 38 landskamper och var en tid förbundskapten för damerna.
Gärderuds i särklass främsta merit är guldmedaljen vid OS 1976 i Montréal på 3 000 m hinder. TV-bilderna från upploppet har blivit klassiska: där den värste konkurrenten Frank Baumgartl från Östtyskland kom upp jämsides men föll på sista hindret, och Gärderud ohotad kunde springa i mål på nytt världsrekord 8.08,02. Det var hans fjärde världsrekord på distansen, en tid som stod som världsrekord i två år. Guldmedaljen var Sveriges första friidrottsguld i OS sedan 1952. För prestationen tilldelades han Svenska Dagbladets guldmedalj 1976. Anders Gärderud är även Stor Grabb nummer 240 i friidrott.
Under 1990-talet var han förbundskapten för svenska landslaget i friidrott. Han är idag bosatt på Lidingö och kommenterade friidrott och orientering i SVT från 2001 till februari 2019. Vidare har han även varit förbundskapten för det norska orienteringslandslaget.
Han gifte sig 1986 med Annika Johansson.

## Svenska rekord
Anders Gärderud hade det svenska rekordet på 5000 m, 13.17,59, från 5 juli 1976 fram till 2 september 2022 då det slogs av Andreas Almgren.